# Alina Matyukhina
Alina Matyukhina ist eine Informatikerin und Spezialistin in Informationssicherheit. Sie ist gebürtige Ukrainerin und lebt unterdessen im Kanton Zug.

## Leben und Wirken
Alina Matyukhina leitet seit 2024 die Cybersecurity Abteilung von Siemens Building Technologies (Smart Infrastructure) in Zug. In ihrer Forschung fokussiert sie sich auf Kryptographie und Urheberattribution. Sie ist ausserdem Vorsitzende der Arbeitsgruppe "Smart Cities & Infrastructure Working Group" des Swiss Cyber Institutes.
Matyukhina studierte Mathematik an der Nationalen Universität Donezk. Danach erhielt sie ein Forschungsstipendium an der École polytechnique fédérale de Lausanne (EPFL) im Bereich Kryptographie. Ihre Doktorarbeit im Bereich Informatik an der Universität New Brunswick hat sie zum Thema "Feasibility of Deception in Code Attribution" (in etwa: Möglichkeit oder Wahrscheinlichkeit der Täuschung bei der Code-Zuordnung) verfasst.

## Anerkennungen
2021 wurde sie als Cybersecurity-Expertin ans Weltwirtschaftsforum eingeladen, wo sie zum Schutz vor Cyberangriffen in der Smart-Building-Technologie referierte und einen sieben Prozess-Schritte umfassenden Weg skizzierte, intelligente Gebäude vor Angriffen auf die Gebäudesteuerung effektiv zu schützen. Im Jahr 2022 wurde Matyukhina als "Cyber Security Woman of the Year" und 2023 auf der Forbes-Liste "30 under 30" ausgezeichnet. Ausserdem gilt sie aufgrund ihres Werdegangs als wichtiges weibliches Vorbild im Bereich Informationssicherheit. 2022 wurde sie für ihren Einsatz für mehr Frauen in der Techbranche als "Global Leadership Women in Tech" gewürdigt.